# 북상면
북상면(北上面)은 대한민국 경상남도 거창군의 면이다. 경상남도 최서북단에 위치하며 거창읍으로부터 마리면과 위천면을 경유하여 18km의 거리에 위치하고 있다. 일부 지역이 덕유산 국립공원 구역에 속해 깊은 계곡과 맑은 물 등 거창군의 대표적인 유원지로 북쪽의 전북특별자치도 무주군, 서쪽의 함양군과 호음산을 경계로 고제면과 위천면을 접하고 있다.

## 연혁
- 신라시대 이안현
- 고려시대 감음현
- 조선시대 안의현
- 1911년 안의군 북상면에 편입
- 1914년 거창군에 편입 : 7개리(갈계, 소정, 농산, 병곡, 산수, 월성, 창선)

## 행정 구역
- 창선리
- 소정리
- 월성리
- 농산리
- 갈계리
- 병곡리
- 산수리

## 교육
- 북상초등학교

## 문화
- 거창 갈계리 삼층석탑 (경상남도의 유형문화재 제77호)